# Кан Донсок
Кан Донсок (кор. 강동석; род. 28 апреля 1954, Сеул) — южнокорейский скрипач.
Начал выступать с восьмилетнего возраста, в 1967 г. для продолжения учёбы переехал в США, где сперва учился в Джульярдской школе, а затем окончил Кёртисовский институт музыки под руководством Ивана Галамяна. В 1971 г. стал победителем конкурса, проводившегося Симфоническим оркестром Сан-Франциско, в 1975 г. был удостоен второй премии на Монреальском международном конкурсе исполнителей, в 1976 г. — третьей премии на Конкурсе имени королевы Елизаветы.
Осуществил значительное количество записей, преимущественно для лейбла Naxos, в том числе скрипичные концерты Камиля Сен-Санса и Эдуарда Элгара (с Национальным симфоническим оркестром Польского радио), Карла Нильсена (с Гётеборгским симфоническим оркестром), Яна Сибелиуса, Уильяма Уолтона, сонаты Франца Шуберта, Эдварда Грига, Габриэля Форе и Вильгельма Фуртвенглера.